# 1992
1992 (MCMXCII) je bilo prestopno leto, ki se je po gregorijanskem koledarju začelo na sredo.

## Dogodki

### Januar – april
- 1. januar – Butros Butros-Gali zamenja Javierja Péreza de Cuéllarja na položaju generalnega sekretarja OZN.
- 6. januar – Armenci v Gorskem Karabahu razglasijo republiko.
- 9. januar – Bosanski Srbi razglasijo svojo republiko na ozemlju Bosne in Hercegovine z večinskim srbskim prebivalstvom kot odziv na težnje Hrvatov in Bošnjakov po odcepitvi.
- 15. januar – mednarodna skupnost prizna Slovenijo in Hrvaško, priznanje Makedonije pa se zaplete zaradi spora z Grčijo o imenu.
- 16. januar – s podpisom dogovora med predstavniki oblasti in upornikov v Mexico Cityju se konča 12-letna državljanska vojna v Salvadorju.
- 17. januar – italijanski predsednik Francesco Cossiga kot prvi zahodnoevropski voditelj obišče novo priznani Slovenijo in Hrvaško.
- 20.januar – ustanovitev arnesa academice reserch network of Slovenia
- 7. februar – s podpisom Maastrichtske pogodbe je postavljen temelj za ustanovitev Evropske unije (v veljavo stopi 1. novembra 1993).
- 8. – 23. februar – v francoskem Albertvilleu potekajo 16. zimske olimpijske igre. Na njih prvič nastopajo predstavniki Hrvaške in Slovenije ter zadnjič predstavniki SFRJ.
- 21. februar – Varnostni svet OZN potrdi resolucijo 743 s katero napoti enote UNPROFOR na mirovno misijo v Jugoslaviji.
- 25. – 26. februar – armenske oborožene sile izvedejo pokol več sto azerbajdžanskih civilistov v kraju Hodžali v Gorskem Karabahu.
- 1. marec – večina Bošnjakov in Hrvatov v BiH na referendumu, ki ga večina srbskih volivcev bojkotira, podpre samostojnost države; v izgredih na ta dan umreta dva Srba, ki sta za Srbe prvi žrtvi vojne v Bosni in Hercegovini.
- 6. marec – računalniški virus Michelangelo po svetu prizadene več tisoč računalnikov
- 12. marec – Mavricij postane republika, a ostane v Skupnosti narodov.
- 13. marec – v potresu z močjo 6,8 po Richterjevi lestvici, ki prizadene provinco Erzincan v vzhodni Turčiji, umre 500 ljudi.
- 18. marec – beli volivci v Južni Afriki na referendumu podprejo politične spremembe, ki pomenijo konec apartheida v državi.
- 5. april – srbske sile pričnejo z obleganjem Sarajeva po uradni razglasitvi neodvisnosti BiH.
- 6. april – srbski ostrostrelci ubijejo dva civilista med mitingom za mir v Sarajevu; za Bošnjake in Hrvate prvi žrtvi vojne v BiH.
- 20. april – 
  - v španskem mestu Sevilla je odprta svetovna razstava Expo '92 Sevilla.
  - organizatorji koncerta v spomin na preminulega pevca skupine Queen Freddieja Mercuryja na stadionu Wembley v Londonu zberejo več milijonov dolarjev za raziskave Aidsa. Televizijski prenos dogodka spremlja več kot milijarda ljudi po vsem svetu.
- 22. april – zaradi uhajanja bencina v sistem eksplodira več kilometrov kanalizacije v mehiškem mestu Guadalajara, pri čemer umre 215 ljudi, 15.000 jih ostane brez domov.
- 28. april – dokončen razpad Jugoslavije: zadnji dve republiki SFRJ, Srbija in Črna gora, ustanovita novo državo – Zvezno republiko Jugoslavijo.
- 29. april – 4. maj – v Los Angelesu potekajo hudi rasni nemiri zaradi oprostilne sodbe štirim policistom, ki so leto prej brutalno pretepli črnskega prestopnika Rodneyja Kinga.

### Maj – avgust
- 7. maj – krstni polet raketoplana Endeavour (misija STS-49).
- 13. maj – Li Hongzhi na Kitajskem javnosti predstavi Falun Gong.
- 15. maj – v italijanskem mestu Genova je odprta svetovna razstava Expo '92 Genova.
- 17. – 20. maj – množični protesti proti režimu generala Sučinde Kraprajuna v Bangkoku, ki jih tajska oblast krvavo zatre.
- 22. maj – Bosna in Hercegovina, Hrvaška in Slovenija postanejo članice Organizacije združenih narodov.
- 30. maj – OZN uvede ekonomske sankcije proti ZR Jugoslaviji.
- 3. junij – Slovenska nogometna reprezentanca odigra prvo uradno mednarodno tekmo proti Estoniji; rezultat je 1:1.
- 7. junij – V Jurovskem Dolu je bil na predvolilnem zborovanju ustreljen Ivan Kramberger.
- 13. junij – v ljubljanskih Križankah je potekal koncert 20 let Vala 202, na katerem je nastopila celotna scena takratne Slovenije.
- 22. junij – v Jekaterinburgu identificirajo okostji zadnjega ruskega carja Nikolaja II. in njegove žene.
- 26. junij – Evropsko prvenstvo v nogometu se konča z zmago danske reprezentance.
- 13. julij – Jicak Rabin postane drugič ministrski predsednik Izraela.
- 19. julij – v eksploziji avtomobila-bombe, ki ga je podstavila italijanska mafija, umre vrhovni sodnik Paolo Borsellino in 5 članov njegovega spremstva.
- 25. julij – 9. avgust – v Barceloni potekajo 25. poletne olimpijske igre.
- 2. avgust – na prvih volitvah po osamosvojitvi Hrvaške zmaga stranka HDZ, njen voditelj Franjo Tuđman postane predsednik države.
- 14. avgust – prične se oboroženi konflikt med Abhazijci in Gruzijci zaradi razglasitve neodvisnosti Abhazije 23. julija.

### September – december
- 3. oktober – pevka Sinéad O'Connor povzroči škandal, ko med televizijsko oddajo v živo raztrga sliko papeža Janeza Pavla II. v protest proti spolnim zlorabam otrok v Katoliški cerkvi.
- 11. november – Anglikanska cerkev sprejme sklep, po katerem lahko tudi ženske dobijo duhovniški položaj.
- 25. november – državni zbor Češkoslovaške sprejme odločitev o razdelitvi države na Češko in Slovaško (uresničen 1. januarja 1993).
- 3. december – predstavnika telekomunikacijskega podjetja Vodafone si izmenjata prvo SMS-sporočilo: »Merry Christmas«.
- 6. december – 
  - hindujski aktivisti porušijo mošejo Babri v mestu Ajodja na severu Indije med zborovanjem, kar sproži množične izgrede v več delih Indije, v katerih skupno umre preko 1500 ljudi.
  - na prvih parlamentarnih volitvah po osamosvojitvi Slovenije zmaga Liberalno demokratska stranka, zmagovalec predsedniških volitev in s tem prvi predsednik države pa je Milan Kučan.
- 9. december – princ Charles in princesa Diana objavita svojo ločitev.
- 12. december – v močnem potresu na indonezijskem otoku Flores umre približno 2500 ljudi.
- 22. december – dva paragvajska pravnika po naključju odkrijeta t. i. »arhive terorja«, zbirko dokumentov o represiji političnih nasprotnikov režimov južnoameriških držav (skupno poimenovani Operacija Kondor).

## Rojstva
- 21. februar – Nik Škrlec, slovenski dramski igralec in televizijski voditelj
- 22. julij – Selena Gomez, ameriška pevka in igralka
- 20. avgust – Demi Lovato, ameriška pevka in igralka
- 20. september – Peter Prevc, slovenski smučarski skakalec
- 25. september – Tomaž Hostnik, slovenski pianist, skladatelj, šansonjer in literat
- 23. november – Miley Cyrus, ameriška filmska igralka in pevka
- 3. december – Nika Zorjan, slovenska pevka zabavne glasbe in udeleženka resničnostnih oddaj

## Smrti
- 1. januar – Grace Hopper, ameriška računalničarka (* 1906)
- 12. februar – Nikolaj Nikolajevič Bogoljubov, ruski fizik in matematik (* 1909)
- 18. februar – Sylvain Julien Victor Arend, belgijci astronom (* 1902)
- 9. marec – Menahem Begin, izraelski politik, nobelovec (* 1913)
- 11. marec – Anton Ingolič, slovenski pisatelj in urednik (* 1907)
- 23. marec – Friedrich August von Hayek, avstrijsko-britanski ekonomist (* 1899)
- 27. marec – Harald Sæverud, norveški skladatelj in dirigent (* 1897)
- 6. april – Isaac Asimov, rusko-ameriški biokemik in pisatelj (* 1920)
- 8. april – Daniel Bovet, švicarsko-italijanski farmakolog, nobelovec (* 1907)
- 10. april – Peter Dennis Mitchell, britanski biokemik, nobelovec (* 1920)
- 20. april – Benny Hill, angleški igralec (* 1924)
- 23. april – Satjadžit Raj, indijski filmski režiser, scenarist in skladatelj (* 1921)
- 6. maj – Marlene Dietrich, nemško-ameriška filmska igralka in pevka (* 1901)
- 23. maj – Giovanni Falcone, italijanski sodnik (* 1939)
- 7. junij – Ivan Kramberger, slovenski izumitelj, pisatelj in politik (* 1936)
- 10. junij – Bert Sotlar, slovenski igralec (* 1921)
- 13. junij – Pumpuang Duangjan, tajski pevec (* 1961)
- 16. junij – Ivo Štandeker, slovenski novinar in fotograf (* 1961)
- 21. junij – 
  - Joan Fuster, katalonski pisatelj in novinar (* 1922)
  - Li Xiannian, kitajski politik (* 1909)
- 29. junij – Muhammad Boudiaf, alžirski politik (* 1919)
- 2. julij – Borislav Pekić, srbski pisatelj in dramatik (* 1930)
- 2. september – Barbara McClintock, ameriška genetičarka, nobelovka (* 1902)
- 8. oktober – Willy Brandt, nemški politik, nobelovec (* 1913)
- 27. oktober – David Bohm, ameriški fizik in nevropsiholog (* 1917)
- 5. november – Jan Hendrik Oort, nizozemski astronom (* 1900)
- 7. november – 
  - Aleksander Dubček, slovaški politik (* 1921)
  - Richard Yates, ameriški pisatelj (* 1926)
- 30. december – Mihailo Lalić, črnogorski pisatelj (* 1914)

## Nobelove nagrade
- Fizika – Georges Charpak
- Kemija – Rudolph A. Marcus
- Fiziologija ali medicina – Edmond H. Fischer, Edwin G. Krebs
- Književnost – Derek Walcott
- Mir – Rigoberta Menchú Tum
- Ekonomija – Gary Becker